# Burkhart Kroeber

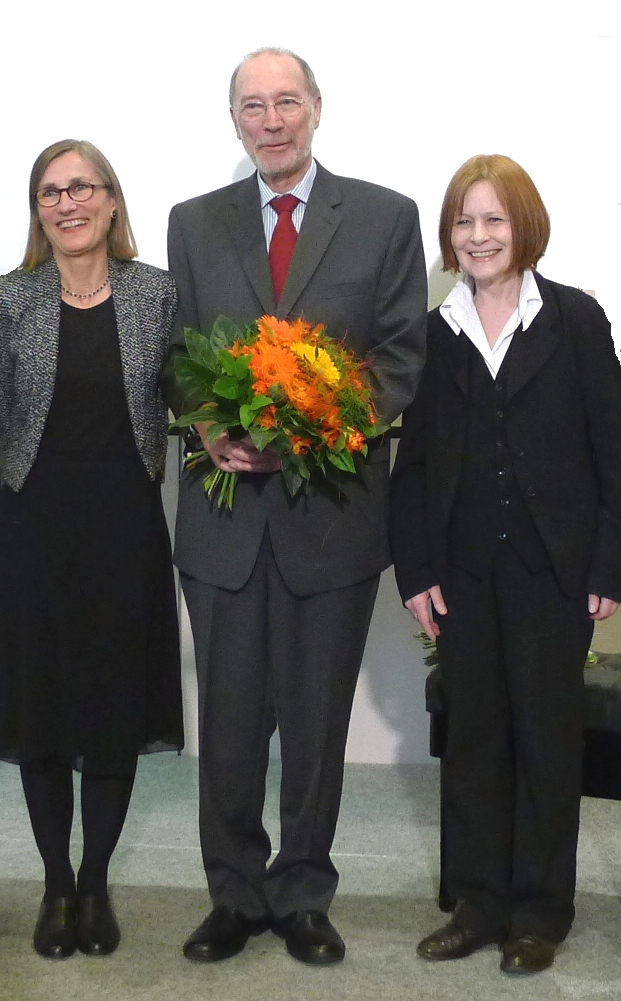
Burkhart Kroeber mit Susanne Höbel (links) und Sibylle Cramer (2011)

Burkhart Friedrich Ernst Kroeber (* 3. Juli 1940 in Potsdam) ist ein deutscher Übersetzer und gelegentlicher Autor.

## Leben und Werk
Kroeber studierte Ägyptologie, Romanistik und Politikwissenschaft in Tübingen, Heidelberg und Paris, 1968 Promotion in Tübingen mit der Arbeit Die Neuägyptizismen vor der Amarnazeit. Seit 1971 übersetzt er literarische und andere Bücher vorwiegend aus dem Italienischen, namentlich die Werke von Umberto Eco (seit Der Name der Rose) und Italo Calvino (seit Wenn ein Reisender in einer Winternacht). Von 1977 bis 1982 war er Sachbuchlektor im Münchner Carl Hanser Verlag. Seit den 90er Jahren beschäftigt er sich auch mit Neuübersetzungen verschiedener Klassiker, von Alessandro Manzonis historischem Roman Die Brautleute über Charles Dickens’ letzten – unvollendeten – Kriminalroman Das Geheimnis des Edwin Drood und John Steinbecks Reisebuch Die Reise mit Charley: Auf der Suche nach Amerika bis zu Giacomo Leopardis Opuscula moralia und Tomasi di Lampedusas Il Gattopardo.
Daneben hat er sich wiederholt berufs- und kulturpolitisch engagiert: 1991 bis 1997 als Vorsitzender im Verband deutschsprachiger Übersetzer literarischer und wissenschaftlicher Werke (VdÜ), einer Sektion des Verbandes deutscher Schriftsteller (VS) in ver.di, 1997 bis 2006 im Vorstand des Deutschen Übersetzerfonds und 2003–2009 als Vorsitzender (Sprecher) der Deutschen Literaturkonferenz. Bis Mitte Mai 2022 war Kroeber auch Mitglied im PEN-Zentrum Deutschland.

## Auszeichnungen und Ehrungen
1985 erhielt Kroeber den Literaturpreis des Kulturkreises der Deutschen Wirtschaft im BDI, 2001 den Johann-Heinrich-Voß-Preis für Übersetzung, 2006 den Übersetzerpreis der Landeshauptstadt München und 2011 den Christoph-Martin-Wieland-Übersetzerpreis sowie das Verdienstkreuz 1. Klasse der Bundesrepublik Deutschland.
Im Wintersemester 2008/09 bekleidete er die August-Wilhelm-von-Schlegel-Gastprofessur für Poetik der Übersetzung an der FU Berlin. Im Mai 2013 erhielt er den Deutsch-Italienischen Übersetzerpreis für sein Lebenswerk.

## Übersetzungen seit 1982

### Umberto Eco
- Der Name der Rose. Roman. Hanser, München 1982
- Nachschrift zum 'Namen der Rose'. Hanser 1984
- Über Gott und die Welt. Essays und Glossen. Hanser 1985
- Über Spiegel und andere Phänomene. Essays. Hanser 1988
- Das Foucaultsche Pendel. Roman. Hanser 1989
- Platon im Striptease-Lokal. Parodien und Travestien. Hanser 1990
- Wie man mit einem Lachs verreist und andere nützliche Ratschläge (nur S. 59–190). Hanser 1993
- Die Suche nach der vollkommenen Sprache. C.H. Beck, München 1994 (Reihe „Europa bauen“, hrsg. v. Jacques Le Goff)
- Im Wald der Fiktionen. Sechs Streifzüge durch die Literatur. Harvard-Vorlesungen (Norton Lectures 1992–93). Hanser 1994
- Die Insel des vorigen Tages. Roman. Hanser 1995
- Vier moralische Schriften. Hanser 1998
- Gemeinsam mit Carlo Maria Martini: Woran glaubt, wer nicht glaubt? (übers. zusammen mit Karl Pichler). Zsolnay, Wien 1998
- Lüge und Ironie. Vier Lesarten zwischen Klassik und Comic. Hanser 1999
- Derrick oder die Leidenschaft für das Mittelmaß. Streichholzbriefe 1990–2000. Hanser 2000
- Baudolino. Roman. Hanser 2001
- Die Bücher und das Paradies: Über Literatur. Hanser 2003
- Die geheimnisvolle Flamme der Königin Loana. Illustrierter Roman. Hanser 2005
- Quasi dasselbe mit anderen Worten: Über das Übersetzen. Hanser 2006
- Schüsse mit Empfangsbescheinigung. Neue Streichholzbriefe. Hanser 2006*
- Im Krebsgang voran. Heiße Kriege und medialer Populismus. Hanser 2007
- Die Kunst des Bücherliebens. Hanser 2009
- Der Friedhof in Prag. Roman. Hanser, München 2011
- Bekenntnisse eines jungen Schriftstellers. Richard Ellmann Lectures in Modern Literature, Hanser 2011
- Die Fabrikation des Feindes und andere Gelegenheitsschriften. Hanser 2014
- Nullnummer. Roman. Hanser 2015
- Pape Satàn. Chroniken einer flüssigen Gesellschaft oder Die Kunst, die Welt zu verstehen. Hanser 2017
- Auf den Schultern von Riesen. Das Schöne, die Lüge und das Geheimnis (übers. zusammen mit Martina Kempter). Hanser 2019
- Der ewige Faschismus. Mit einem Vorwort von Roberto Saviano. Hanser 2020*
- Verschwörungen. Eine Suche nach Mustern (übers. zusammen mit Martina Kempter). Hanser 2021*
  - [Alle Titel bis auf die mit * auch als Taschenbuch bei dtv erschienen]

### Italo Calvino
- Wenn ein Reisender in einer Winternacht. Roman. Hanser 1983
- Herr Palomar. Hanser 1985
- Unter der Jaguar-Sonne. Drei Erzählungen. Hanser 1987
- Cosmicomics. Hanser 1989; erweiterte Ausgabe Alle Cosmicomics. Fischer Taschenbuch, Frankfurt a. M. 2015
- Sechs Vorschläge für das nächste Jahrtausend. Harvard-Vorlesungen. Hanser 1991
- Die Braut, die von Luft lebte, und andere italienische Märchen, gesammelt und nacherzählt von Italo Calvino. Hanser 1993
- Die Mülltonne und andere Geschichten. Hanser 1994 (unter dem Titel Der Weg nach San Giovanni und andere Geschichten als Fischer Taschenbuch 2016)
- Gesammelter Sand. Essays. Hanser 1995
- Eremit in Paris. Autobiographische Blätter (übers. zusammen mit Ina Martens). Hanser 1997
- Ein General in der Bibliothek und andere Erzählungen. Hanser 2004
- Ludovico Ariosts ›Rasender Roland‹, nacherzählt von Italo Calvino. Mit ausgewählten Passagen des Originals in der Verdeutschung von Johann Diederich Gries. Eichborn, Frankfurt am Main 2004 (Die Andere Bibliothek, Band 232)
- Die unsichtbaren Städte. Hanser 2007
- Schwierige Liebschaften. Gesammelte Erzählungen. Hanser 2013 (56 Erzählungen aus den 1940er bis 1950er Jahren, davon 12 erstmals ins Deutsche übersetzte)
  - [Alle Titel außer Gesammelter Sand auch bei dtv erschienen; seit 2012 auch alle im Fischer Taschenbuch Verlag]

### Carlo Fruttero&Franco Lucentini
- Der Palio der toten Reiter. Roman. Piper, München 1986
- (& Charles Dickens): Die Wahrheit über den Fall D. Roman (darin enthalten: eine integrale Neuübersetzung des letzten – unvollendeten – Romans von Charles Dickens: The Mystery of Edwin Drood). Piper, München 1991
- Die Farbe des Schicksals. Erzählung. Piper 1991.
- Das Geheimnis der Pineta. Roman. Piper 1993.
- Kleines Ferienbrevier. Piper 1994.

### Andrea De Carlo
- Vögel in Käfigen und Volieren. Roman. Diogenes, Zürich 1984
- Creamtrain. Roman. Diogenes 1985.

### Roberto Cotroneo
- Wenn ein Kind an einem Sommermorgen. Brief an meinen Sohn über die Liebe zu Büchern. Marion von Schröder, Düsseldorf 1996. Erweiterte Neuausgabe der 3. Aufl.: Insel, Frankfurt am Main 2002
- Die verlorene Partitur. Roman. Insel, Frankfurt am Main 1997 (seit 1999 auch Suhrkamp Taschenbuch)
- Otranto. Roman. Insel 1998.

### Andere Autoren
- Luigi Malerba: Der gestiefelte Pinocchio. Klaus G. Renner, München 1986; dtv 2001
- Alessandro Manzoni: Die Brautleute. Roman. Hanser 2000 (seit 2003 auch dtv)
- Alessandro Manzoni: Geschichte der Schandsäule. Mit einem Vorwort von Umberto Eco und einem Nachwort von Michael Stolleis. Dieterich’sche Verlagsbuchhandlung, Mainz 2012
- Charles Dickens: Das Geheimnis des Edwin Drood (vervollständigt von Ulrike Leonhardt). Manesse, Zürich 2001
- John Steinbeck: Die Reise mit Charley: Auf der Suche nach Amerika. Zsolnay, Wien 2002 (seit 2007 auch dtv)
- Gérard de Nerval: Sylvie. Erinnerungen ans Valois. Mit dem Essay Der Nebel zwischen den Wörtern von Umberto Eco, herausgegeben, übersetzt und kommentiert. Dieterich’sche Verlagsbuchhandlung, Mainz 2016
- Giacomo Leopardi: Opuscula moralia oder Vom Lernen, über unsere Leiden zu lachen (Operette morali), neu übersetzt auf Basis der Erstübersetzung von Paul Heyse. Die Andere Bibliothek Bd. 389, Berlin 2017
- Giuseppe Tomasi di Lampedusa: Der Leopard. Roman. Piper, München 2019[3]

## Übersetzungen vor 1982

### Ferruccio Rossi-Landi
- Sprache als Arbeit und als Markt. Hanser, RH 105 (nur die 2., rev. Aufl.), München 1974.
- Semiotik, Ästhetik und Ideologie. Hanser, RH 223, 1976.

### Henri Lefebvre
- Kritik des Alltagslebens, Band 2–3. Hanser, RH 143-44, 1975.
- Metaphilosophie. Prolegomena. Suhrkamp, es 734, 1975.
- Gemeinsam mit Catherine Régulier: Die Revolution ist auch nicht mehr, was sie mal war. Hanser 1979.

### Rossana Rossanda
- Über die Dialektik von Kontinuität und Bruch. Suhrkamp, es 687, 1975.
- Der lange Marsch durch die Krise (auch hrsg. u. eingel.). Suhrkamp, es 823, 1976.
- Einmischung. Gespräche mit Frauen… (nur die Einleitung). Europäische Verlagsanstalt, Frankfurt am Main 1980.

### Andere Autoren
- Antonio Carlo: Politische und ökonomische Struktur der UdSSR (1917–1975). Diktatur des Proletariats oder bürokratischer Kollektivismus. Wagenbach, Rotbuch 36, Berlin 1972.
- Noam Chomsky: Aus Staatsräson. Suhrkamp, es 736, Frankfurt am Main 1974.
- Guy Hocquenghem: Das homosexuelle Verlangen. Hanser, RH 151, München 1974.

- Gilles Deleuze u. Félix Guattari: Kafka. Für eine kleine Literatur. Suhrkamp, es 807, 1976
- Galvano della Volpe: Kritik des Geschmacks. Entwurf einer historisch materialistischen Literaturtheorie und Ästhetik. Luchterhand, Philos. Texte 7, Darmstadt/Neuwied 1978.

unter dem Pseudonym "Felix Mager":
- Alfred Grosser (Hg.): Wie war es möglich? Die Wirklichkeit des Nationalsozialismus. Neun Studien. Hanser, München 1977
- Alfred Grosser: Das Bündnis: Die westeuropäischen Länder und die USA seit dem Krieg. Hanser 1978
- Alfred Grosser: Der schmale Grat der Freiheit: Eine neue Ethik für eine neue Zeit? Hanser 1981

## Weitere Werke
- als Hrsg.: Pier Paolo Pasolini: Das Herz der Vernunft. Gedichte, Geschichten, Polemiken, Bilder. Wagenbach-Verlag, Berlin 1986, wieder dtv, 1991
- als Hrsg.: Zeichen in Umberto Ecos Roman 'Der Name der Rose'. Aufsätze aus Europa und Amerika. Hanser, München 1987, wieder dtv, 1989
- Der Streit über „Lemprière's Wörterbuch“. Eine öffentliche Erregung mit langem Nachhall, in Sprache im technischen Zeitalter, SpritZ, Sonderheft Souveräne Brückenbauer. 60 Jahre Verband der Literaturübersetzer. Hg. Helga Pfetsch. Böhlau, Köln 2014 ISSN 0038-8475 ISBN 978-3-412-22284-0 S. 73–84 (zur deutschen Übersetzung und zur Verlagspolitik im Fall von Lawrence Norfolks Buch)
- Nachruf auf Toni Kienlechner, 1919–2010, in Übersetzen, 1, 2011, S. 13f. Volltext
  - zahlreiche weitere Texte in dieser Fachzeitschrift seit 1993, die dort vorhandene Suchmaschine verwenden